# Christian Dubé (homme politique)
Pour l’article homonyme, voir Christian Dubé (hockey sur glace).
Christian Dubé, né le 3 octobre 1956 à Québec, est un comptable, homme d'affaires et homme politique québécois.
De l'élection de 2012 jusqu'à sa démission en août 2014, il est le député de Lévis pour la Coalition avenir Québec (CAQ) à l'Assemblée nationale du Québec. Après sa démission comme député, il se joint à la Caisse de dépôt et placement du Québec en tant que premier vice-président - Québec.
En 2018, il devient député de la circonscription de La Prairie lors de l'élection générale d'octobre 2018. Il est réélu en 2022. Il est président du Conseil du trésor du 18 octobre 2018 jusqu'au 22 juin 2020 et ministre responsable de la Montérégie du 18 octobre 2018 jusqu'au 20 août 2020.
Le 22 juin 2020, Christian Dubé est nommé Ministre de la Santé et des Services sociaux dans le gouvernement Legault, succédant ainsi à Danielle McCann.
Comme ministre, il fait adopter fin 2023 la « réforme Dubé », une loi qui fusionne les établissements de santé au sein de l'agence publique Santé Québec.

## Biographie
Christian Dubé naît le 3 octobre 1956 à Québec. Son père, originaire de Saint-Jean-Port-Joli, est capitaine pour la Garde côtière canadienne et sa mère, de Québec, est institutrice. Il effectue ses études secondaires et collégiales au Petit Séminaire de Québec et obtient son baccalauréat en administration des affaires à l'Université Laval en 1979. Il est membre de l'Institut canadien des comptables agréés (ICCA) depuis 1981. Au cours des dernières années, de par ses obligations professionnelles, il a habité au Québec, en Alberta, en Suisse, en Italie et en France. Il habite actuellement à Sutton, dans les Cantons-de-l'Est. Christian Dubé est père de trois enfants.

## Parcours

### Carrière professionnelle
Christian Dubé travaille dans les années 1980 chez Price Waterhouse, comme chef des finances corporatives en fusion et acquisition chez Coopers & Lybrand dans la décennie quatre-vingt-dix, puis dans l'entreprise Domtar[réf. souhaitée]. Il occupe plusieurs postes chez Cascades de 2004 à 2012, dont les postes de vice-président finances et de président de la filiale Cascades Europe, dont le bureau-chef est situé à Milan.
Il est également le cofondateur de la firme Biron Lapierre Dubé & associés en 1986. Il a été membre du conseil d'administration de sociétés comme Fido, la Financière Banque Nationale, Maetta, Norampac et Héroux-Devtek.

### Député de Lévis
Christian Dubé est candidat aux élections provinciales de septembre 2012 dans la circonscription de Lévis pour la Coalition avenir Québec. Il remporte l'élection avec 39,9 % des voix.
À titre de critique financier de la CAQ à l'Assemblée nationale, il présente plusieurs pistes de redressement du secteur public, où il préconise un gel des embauches, l'amélioration de la gestion des institutions, l'amélioration de la qualité des services, ce qui permettrait de constituer des économies qui pourraient être remises en partie aux familles de la classe moyenne.

### Député de La Prairie
Dubé se présente comme candidat aux élections provinciales de avril 2014 dans la circonscription de La Prairie. Il est élu avec 40,5 % des voix.

### Caisse de dépôt
Il démissionne de son poste de député le 15 août 2014, après avoir été recruté par Michael Sabia pour se joindre à la Caisse de dépôt et placement du Québec en tant que premier vice-président Québec. À ce titre, il est responsable d'un portefeuille formé de participations dans 400 entreprises, un actif total de 50 milliards $.

### Ministre de la Santé
Le 22 juin 2020, Christian Dubé rejoint le gouvernement CAQ de Francois Legault. Il est nommé ministre de la Santé et des Services sociaux, succédant à Danielle McCann.

#### 2023
En février 2023,  il dépose le projet de loi limitant le recours aux services d'une agence de placement de personnel et à de la main-d'œuvre indépendante dans le secteur de la santé et des services sociaux à l'Assemblée Nationale du Québec. En mars 2023, le texte est adopté par l'Assemblée Nationale par 116 voix pour et 0 contre. 
En mars 2023, il dépose un projet de loi de 308 pages composé de 1 180 articles et intitulé Loi visant à rendre le système de santé et de services sociaux plus efficace. Ce projet de loi crée Santé Québec, une agence d'État qui sera responsable des activités liées au système de santé.  Il prévoit aussi l'uniformisation de la gestion des ressources humaines dans le réseau. 
Les médias surnomment son projet la « réforme Dubé ».
En décembre 2023, la « réforme Dubé » est adoptée par l'Assemblée nationale en décembre 2023 par 75 voix contre 27.

#### 2024
En décembre 2024, le ministre Dubé annonce qu'il va déposer une loi pour obliger les nouveaux médecins à pratiquer dans le réseau public pendant au moins cinq ans avant de pouvoir faire un saut au privé,. La proposition est saluée par les partis d'opposition. Toutefois, plusieurs médecins remettent en question l'efficacité d'une telle mesure, estimant que les conditions de travail actuelles dans le réseau public sont un facteur majeur de l'exode vers le privé et l'étranger.
Toujours en décembre 2024, il annonce qu'il ne compte pas briguer un nouveau mandat en 2026. Il affirme toutefois vouloir mener à terme plusieurs réformes avant de quitter la vie politique, notamment les négociations avec les fédérations médicales et la transformation du réseau de la santé sous la gouvernance de Santé Québec.

#### 2025
En janvier 2025, il est confronté à des critiques concernant des compressions budgétaires dans le secteur de la santé. Face à un déficit anticipé de 1,5 milliard de dollars, il demande à Santé Québec de « faire de son mieux » pour limiter les impacts de ces coupes. Plusieurs médecins spécialistes dénoncent toutefois des réductions budgétaires qu'ils qualifient de « coupes à l'aveugle », affectant notamment le renouvellement d'équipements médicaux et les services hospitaliers.
Le ministre doit également faire face à un litige avec la Fédération des médecins omnipraticiens du Québec (FMOQ), qui poursuit le gouvernement québecois en justice. La FMOQ lui reproche d'imposer aux médecins de famille des règles jugées contraignantes concernant la prise en charge des patients inscrits au Guichet d'accès à la première ligne (GAP), estimant qu'elles interfèrent avec leur autonomie professionnelle.
En mai 2025, le ministre Dubé dépose un texte intitulé Loi visant principalement à instaurer la responsabilité collective et  l'imputabilité des médecins quant à l'amélioration de l'accès aux services médicaux à l'Assemblée Nationale. Pour accroître l'accès à la première ligne, ce projet prévoit de lier la rémunération des médecins à des indicateurs de performance collective.  Cette idée est critiquée par la Fédération des médecins omnipraticiens du Québec et la Fédération des médecins spécialistes du Québec.  Selon eux, il est hors de question que leur rémunération soit liée à des indicateurs de performance. 
La proposition du gouvernement inclut également un nouveau système de classification des patients selon un code de couleurs (vert, jaune, orange, rouge) en fonction de leur état de santé. La FMOQ redoute que ce classement, inspiré d'un rapport de l'Institut national d'excellence en santé et services sociaux (INESSS), ne conduise à la désinscription de 4,9 millions de patients jugés en bonne santé. Ces derniers seraient réorientés vers un guichet d'accès, sans médecin de famille attitré, ce que le ministre Dubé dément, assurant que « personne ne va perdre son médecin de famille »,. 
La FMOQ a unanimement rejeté cette proposition, estimant qu'elle menace la relation médecin-patient et compromet la prévention,,. Elle critique également le fait que les médecins n'auraient pas les ressources nécessaires pour atteindre les objectifs gouvernementaux. La Fédération affirme qu'il manque actuellement au moins 2000 omnipraticiens au Québec, un enjeu jugé central mais ignoré par les autorités. 
Du côté des médecins spécialistes, la Fédération des médecins spécialistes du Québec (FMSQ) affirme que le ministre Dubé a « perdu le contrôle » du réseau de la santé. La fédération déplore une stratégie gouvernementale qu'elle considère comme une manœuvre de diversion destinée à faire porter la responsabilité des difficultés du réseau aux médecins. Elle rejette notamment le projet de loi 106, déposé en décembre 2024, qui prévoit des pénalités pour les médecins refusant d'exercer dans le public pendant les cinq premières années de leur carrière, et qui propose aussi de lier leur rémunération à la performance,. 
Selon le président de la FMSQ, les médecins soignent dans des conditions intenables, sans les ressources minimales pour remplir leur mandat. Il dénonce « une imputabilité à sens unique » et affirme que le réseau de la santé est « brisé » et « à genoux ». La fédération a entamé une campagne publicitaire dénonçant les orientations gouvernementales et envisage des moyens de pression si les projets de loi ne sont pas retirés. 

#### Bilan législatif
| Lois défendues par Christian Dubé | Date de présentation | Date d'adoption |
| --- | -------------------- | --------------- |
| Loi limitant le recours aux services d'une agence de placement de personnel et à de la main-d'œuvre indépendante dans le secteur de la santé et des services sociaux | 15 février 2023      | 18 avril 2023   |
| Loi visant à rendre le système de santé et de services sociaux plus efficace                                                                                         | 29 mars 2023         | 8 décembre 2023 |
| Loi favorisant l'exercice de la médecine au sein du réseau public de la santé et des services sociaux                                                                | 3 décembre 2024      | 24 avril 2025   |
| Loi visant principalement à instaurer la responsabilité collective et l'imputabilité des médecins quant à l'amélioration de l'accès aux services médicaux            | 8 mai 2025           |                 |

## Distinctions honorifiques
En 2010, Dubé reçoit le prix Hermès de la faculté d'administration de l'Université Laval en reconnaissance de sa carrière et de ses nombreuses réussites à l'international.

## Résultats électoraux
|                                                                                               | Nom                      | Parti              | Nombre de voix | %      | Maj.   |
| --------------------------------------------------------------------------------------------- | ------------------------ | ------------------ | -------------- | ------ | ------ |
|                                                                                               | Christian Dubé (sortant) | Coalition avenir   | 18 229         | 52,7 % | 13 438 |
|                                                                                               | Julie Guertin            | Libéral            | 4 791          | 13,9 % | -      |
|                                                                                               | Pierre-Marc Allaire-Daly | Québec solidaire   | 4 531          | 13,1 % | -      |
|                                                                                               | Sarah Joly-Simard        | Parti québécois    | 3 950          | 11,4 % | -      |
|                                                                                               | Marie Pelletier          | Conservateur       | 2 751          | 8 %    | -      |
|                                                                                               | Barbara Joannette        | Climat Québec      | 281            | 0,8 %  | -      |
|                                                                                               | Normand Chouinard        | Marxiste-léniniste | 50             | 0,1 %  | -      |
| Total                                                                                         | Total                    | Total              | 34 583         | 100 %  |        |
| Le taux de participation lors de l'élection était de 72,5 % et 330 bulletins ont été rejetés. |                          |                    |                |        |        |

|                                                                                               | Nom                       | Parti              | Nombre de voix | %      | Maj.  |
| --------------------------------------------------------------------------------------------- | ------------------------- | ------------------ | -------------- | ------ | ----- |
|                                                                                               | Christian Dubé            | Coalition avenir   | 14 511         | 43,1 % | 6 442 |
|                                                                                               | Richard Merlini (sortant) | Libéral            | 8 069          | 24 %   | -     |
|                                                                                               | Cathy Lepage              | Parti québécois    | 5 290          | 15,7 % | -     |
|                                                                                               | Daniel Blouin             | Québec solidaire   | 4 362          | 13 %   | -     |
|                                                                                               | Alexandre Caron           | Vert               | 694            | 2,1 %  | -     |
|                                                                                               | Alain Desmarais           | Conservateur       | 379            | 1,1 %  | -     |
|                                                                                               | Boukare Tall              | NPD Québec         | 222            | 0,7 %  | -     |
|                                                                                               | Liana Minato              | Parti 51           | 66             | 0,2 %  | -     |
|                                                                                               | Normand Chouinard         | Marxiste-léniniste | 41             | 0,1 %  | -     |
| Total                                                                                         | Total                     | Total              | 33 634         | 100 %  |       |
| Le taux de participation lors de l'élection était de 74,8 % et 549 bulletins ont été rejetés. |                           |                    |                |        |       |